# Villa Farnese
Villa Farnese, znana tudi kot Villa Caprarola, je dvorec v mestu Caprarola v pokrajini Viterbo v severnem Laciju v Italiji, približno 50 kilometrov severozahodno od Rima. Te vile ne smemo zamenjati s palačo Farnese in vilo Farnesina v Rimu. Villa Farnese, ki je v lasti Republike Italije, vodi Polo Museale del Lazio.
Villa Farnese leži tik nad mestom Caprarola in dominira nad okolico. Gre za ogromno renesančno in manieristično stavbo, ki se odpira proti Monte Cimini, vrste gosto gozdnatih vulkanskih gričev. Zgrajena je na petstranskem tlorisu iz rdečkasto zlatega kamna; oporniki podpirajo zgornja nadstropja. Kot osrednji del prostranih posesti Farnese je bila Caprarola že od nekdaj izraz moči Farnesejev in ne le vila v bolj običajnih kmetijskih ali užitkarskih čutilih.

## Zgodovina
Leta 1504 je posest pri Capraroli pridobil kardinal Alessandro Farnese, bodoči papež Pavel III. Za zasnovo utrjenega gradu ali rocco je najel arhitekta Antonia da Sangalla mlajšega in Baldassara Peruzzija. Ohranjene risbe Peruzzijevega načrta prikazujejo peterokotno razporeditev z vsako stranjo petkotnika navznoter proti središču, da se omogoči streljanje ognja na potencialne napadalce, tako iz središča kot iz štrlečih bastijonov, ki štrlijo iz vsakega kota trdnjave. Peruzzijev načrt prikazuje tudi centralno peterokotno dvorišče, ki je verjetno določilo tudi poznejši razvoj krožnega osrednjega dvorišča. Peterokotni temelji trdnjave, zgrajeni verjetno med letoma 1515 in 1530 , so postali osnova, na kateri sedi sedanja vila; tako so celotno obliko vile vnaprej določili temelji rocca.
Kasneje je kardinal Alessandro Farnese, vnuk papeža Pavla III. in človek, ki je bil znan po spodbujanju interesov svoje družine, nameraval to delno zgrajeno utrjeno zgradbo spremeniti v vilo ali podeželsko hišo. Leta 1556 je za svojega arhitekta naročil Giacoma Barozzija da Vignolo. Gradbena dela so se začela leta 1559, Vignola pa je nadaljeval z gradnjo vile v Capraroli do svoje smrti leta 1573. Farnese je bil vljuden človek pisem; vendar pa je družina Farnese kot celota postala nepriljubljena pri naslednjem papežu Juliju III., zato se je Alessandro Farnese odločil, da bi bilo politično, da se za nekaj časa umakne iz Vatikana. Zato je na družinskem posestvu Ronciglione izbral Caprarolo, ki je bila v bližini in vendar dovolj daleč od Rima kot idealno mesto za gradnjo podeželske hiše.

## Opis
.
Vila je eden najlepših primerov renesančne arhitekture. Ornament je zmerno uporabljen za doseganje proporcev in harmonije. Medtem ko vila obvladuje okolico, njeno oblikovanje tudi dopolnjuje lokacijo. Ta poseben slog, danes znan kot manierizem, je bil reakcija na okrašeni zgodnejši visokorenesančni dizajn dvajset let prej.
Vignola, arhitekt, izbran za to težko in negostoljubno mesto, je pred kratkim dokazal svojo mero pri oblikovanju vile Giulia na obrobju Rima za predhodnega papeža Julija III. Na Vignola je v mladosti močno vplival Michelangelo. Za vilo v Capraroli je imel načrt zgraditi peterokrako stavbo okoli okroglega dvorišča s stebriščem. Na kolonadnem dvorišču so v parih jonskih stebrov bočne niše z doprsnimi kipi rimskih cesarjev, nad rustikalno arkado, predelava Bramantejeve sheme za Rafaelovo hišo v rimskem kraju Borgo. Nadaljnja bramantejevska podrobnost je ogredje, ki se dviga nad stebri in jih zgoraj poveže, medtem ko stojijo na ločenih podstavkih. Notranja loža, ki jo tvori arkada, je poslikana z rafaelskimi groteskami na način Vatikanske lože. Do galerije in zgornjih nadstropij je vodilo pet spiralnih stopnišč okoli dvorišča: najpomembnejše je Scala Regia ('kraljeve stopnice'), ki se dviga skozi glavna nadstropja.

### Pristop in vhod
Pristop k vili Farnese je iz glavne mestne ulice, preko trga, s katerega se stopnice vzpenjajo na vrsto teras, ki se začnejo s podzemno kletjo, izkopano v tuf, obdane z ukrivljenimi stopnicami, ki vodijo do terase zgoraj. To kletno nadstropje, ki je v slabem vremenu delovalo kot vhod za kočijo, ima masiven osrednji steber z vrsto opornikov in podpornih sten; na zunanji strani se zdi, da velika močna vrata v rustikalnih stenah vodijo v stražnice trdnjave, nad njimi pa ukrivljeno balustradno zunanje dvojno stopnišče vodi na zgornjo teraso. Ta pa ima formalno dvojno stopnišče do glavnega vhoda v nadstropje Piano dei Prelati, do katerega se dostopa s široke terase. Ta bastijonu podobno nadtropje se na višini prikaže kot drugo pritličje, je rustikalno, glavna vrata so mogočen lok, obdan s tremi okni na vsaki strani. Fasada na tej ravni je zaključena z masivnimi vogali.
Nad tem je dvovišinski piano nobile, kjer pet ogromnih obokanih oken neprimerno prevladuje nad fasado nad vhodnimi vrati; nad tem se nadaljujeta še dve nadstropji za bivanje služinčadi s hlapci nad njimi, številna okna, ki jih na zunanji strani delijo rustikalni pilastri oblečeni v kamen.

### Notranjost
Notranjost vile je razporejena v petih nadstropjih, vsako nadstropje pa je zasnovano za drugačno funkcijo. Glavne sobe so v prvem nadstropju ali piano nobile, kjer velika osrednja loža (zdaj zastekljena) gleda na mesto, njegovo glavno ulico in okolico. Ta dvorana je zaradi freskantskega okrasja znana kot Herkulova soba in je bila uporabljena kot poletna jedilnica. Ima jami podoben vodnjak s skulpturo na enem koncu. Na obeh straneh lože sta dve okrogli sobi: ena je kapela, druga pa glavno stopnišče ali Scala Regia, graciozna spirala stopnic, podprta s pari jonskih stebrov, ki se dvigajo skozi tri nadstropja, fresko pa je izdelal Antonio Tempesta.
Dva velika apartmaja v nadstropju sta simetrično usklajena v tlorisu in zaključujeta preostalo ograjeno dvorišče. Vsak ima serijo petih sob z državnimi sobami, ki se začnejo z največjo sprejemno dvorano, najbližjo vhodu in z naraščajočo intimnostjo in manjše velikosti nadaljujejo do spalnice, garderobe in kabineta na severnem koncu; urejena suita, ki bo v 17. stoletju postala standardizirana kot baročno državno stanovanje. Različne usmeritve teh dveh stanovanj omogočajo sezonsko razlikovanje; vzhod ali poletno stanovanje je povezano z aktivnim življenjem, zahod ali zimsko območje s kontemplativnim življenjem.  Skrupulozno simetrično ravnovesje obeh stanovanj prenašajo njuni parterni vrtovi, do katerih pripelje most preko jarka in se zareže v hrib.
Apartmaji so znani po svojih manierističnih freskah. Ikonografski program fresk, ki izražajo slavo Farnesejev, so izdelali humanisti na Farnesejevem dvoru, predvsem njegov tajnik Annibale Caro; v Sala dei Fasti Farnesiani, ki sta jo okrasila brata Taddeo in Federico Zuccari, so Farneseji upodobljeni v vseh njihovih najslavnejših trenutkih, od tal do kasetiranega stropa. Drugi umetniki, ki so bili zaposleni na freskah, so bili Giacomo Zanguidi (il Bertoia), Raffaellino da Reggio, Antonio Tempesta, Giacomo del Duca in Giovanni De Vecchi. Flamska slikarja Joos van Winghe in Bartholomaeus Spranger sta pomagala Il Bertoiju pri okraševanju prostorov, ki jih je dokončal.
Med freskanimi predmeti kontemplativne zimske suite je znamenita 'Soba zemljevida Sveta' ali Sala del Mappamondo, ki prikazuje ves znani svet, kakršen je bil leta 1574, ko so bile freske dokončane. Freske na oboku prikazujejo nebesne krogle in ozvezdja zodiaka.

### Vrtovi
Vrtovi vile so enako impresivni kot sama stavba, pomemben primer obdobja italijanskega renesančnega vrta. Tema trdnjave vile je prenesena z okoliškim jarkom in tremi dvižnimi mostovi. Dve fasadi petkotne razporeditve gledata na dva vrta, zarezana v hrib; do vsakega vrta preko jarka dostopa dvižni most iz apartmajev na piano nobile in vsak je parterni vrt škatlastega topiarija s fontanami. Tu je bilo nekoč gledališče, podobno jami. Sprehod po kostanjevem gozdu vodi do giardino segreto ali skrivnega vrta s svojo dobro znano casino.

#### Casino
Casino, majhna bivalna poletna hiša z dvema ložama za večerjo na prostem. Zgrajena je bila verjetno po načrtih Giacoma del Duca, kasneje pa je arhitekt Girolamo Rainaldi na območju okoli nje naredil spremembe. Do hiše se približujejo stopnice med močno umazanimi stenami jame, z osrednjo catena d'acqua, kaskadnim jarkom ali 'vodnim stopniščem', po katerem se voda spušča v kamnit bazen. Na vrhu stopnic in v ovalnem prostoru so veliki kipi dveh ležečih rečnih bogov na obeh straneh velike osrednje vodne fontane. Stopnice, vgrajene v ovalne stene, vodijo do ločene terase pred južno fasado stavbe. Ta del terase obdajajo kamnite herme s cipresami. Severno od stavbe je zasebni vrt, ki se rahlo dviga in je zasajen z vrtnicami.

## Danes
Alessandro Farnese je umrl leta 1589, ko je svoja posestva zaupal sorodnikom - vojvodam Parme. Kardinalova čudovita zbirka je bila sčasoma prenesena Karlu III. v Neapelj. V 19. stoletju je vila za nekaj časa postala rezidenca prestolonaslednika na novo združene Italije.
Elementi renesančnih vrtov vile so vplivali na številne posestne vrtove 19. in 20. stoletja s strani krajinskih oblikovalcev, kot so Beatrix Farrand, A. E. Hanson in Florence Yoch. Vrtovi iz 20. stoletja s cateno d'acqua so posestvo Harolda Lloyda na Beverly Hillsu in 'Las Tejas' v Montecitu v Kaliforniji, pri čemer ima slednje tudi casino kot neposreden poklon originalu v Villi Farnese.
Danes je igralnica in njeni vrtovi eden od domov predsednika Italijanske republike. Prazna glavna vila v lasti države je odprta za javnost. Številne sobe, saloni in dvorane s svojimi marmorji in freskami ter arhitektura veliki palači podobne vile so še vedno tako impresivne in zastrašujoče, kot so bile prvotno predvidene.

## V filmu
- V vili Farnese je postavljenih več prizorov iz televizijske serije Medici: gospodarji iz Firenc.[14]
- V Villi Farnese je bilo posnetih več prizorov filma Luther Luther iz leta 2003, na katerem je bilo osrednje dvorišče in Scala Regia.

Vila je bila v originalnem Netflixovem filmu Dva papeža upodobljena kot notranjost Papeške palače v Vatikanu in kot Castel Gandolfo.